# Barão de Miranda do Corvo
Barão de Miranda do Corvo é um título nobiliárquico criado por D. Maria II de Portugal, por Decreto de 21 de Agosto de 1840, em favor de Joaquim Vitorino da Silva.
Titulares
1. Joaquim Vitorino da Silva, 1.º Barão de Miranda do Corvo.